# نيكولاس بارتليت بيرس
نيكولاس بارتليت بيرس (بالإنجليزية: Nicholas Bartlett Pearce)‏ هو ضابط أمريكي، ولد في 20 يوليو 1828 في مقاطعة كالدويل في الولايات المتحدة، وتوفي في 8 مارس 1894 في دالاس في الولايات المتحدة.